# Coppa Italia 2021 (pallacanestro in carrozzina)
La Coppa Italia di pallacanestro in carrozzina 2021, nota anche come Coppa Italia - Trofeo Antonio Maglio 2021, si è disputata dal 5 al 6 novembre 2021 al Palasport Campitelli di Grottaglie.

## Squadre
Le squadre qualificate sono le prime quattro classificate al termine del girone di andata della Serie A 2020-2021..
1. Briantea 84 Cantù
2. Santo Stefano
3. Amicacci Giulianova
4. Studio 3A Millennium Basket

## Tabellone
|  | Semifinali                  | Semifinali                  | Semifinali    |               |                   | Finale                      | Finale                      | Finale             |  |
|  |                             |                             |               |               |                   |                             |                             |                    |  |
|  | Briantea 84 Cantù           | Briantea 84 Cantù           | 71            |               |                   |                             |                             |                    |  |
|  | Briantea 84 Cantù           | Briantea 84 Cantù           | 71            |               |                   |                             |                             |                    |  |
|  | Studio 3A Millennium Basket | Studio 3A Millennium Basket | 44            |               |                   |                             |                             |                    |  |
|  | Studio 3A Millennium Basket | Studio 3A Millennium Basket | 44            |               | Briantea 84 Cantù | Briantea 84 Cantù           | 57                          |                    |  |
|  |                             |                             |               |               | Briantea 84 Cantù | Briantea 84 Cantù           | 57                          |                    |  |
|  |                             |                             | Santo Stefano | Santo Stefano | 62                |                             |                             |                    |  |
|  | Santo Stefano               | Santo Stefano               | Santo Stefano | Santo Stefano | 62                | 55                          |                             |                    |  |
|  | Santo Stefano               | Santo Stefano               |               |               |                   | 55                          |                             |                    |  |
|  | Amicacci Giulianova         | Amicacci Giulianova         | 49            |               |                   | Finale terzo posto          | Finale terzo posto          | Finale terzo posto |  |
|  | Amicacci Giulianova         | Amicacci Giulianova         | 49            |               |                   |                             |                             |                    |  |
|  |                             |                             |               |               |                   |                             |                             |                    |  |
|  |                             |                             |               |               |                   | Amicacci Giulianova         | Amicacci Giulianova         | 56                 |  |
|  |                             |                             |               |               |                   | Amicacci Giulianova         | Amicacci Giulianova         | 56                 |  |
|  |                             |                             |               |               |                   | Studio 3A Millennium Basket | Studio 3A Millennium Basket | 40                 |  |

### Tabellini

#### Semifinali
| Arbitri: | Ermini Rambelli Biancalana |

| |            | |
| Papi 20 | Punti      | 14 Boughania |
| 1 Sagar• 5 Geninazzi• 22 Carossino• 26 De Maggi• 55 Carrigill 4 Papi• 10 Santorelli• 13 Saaid• 15 Bassoli• 33 De Prisco• 77 Buksa | Formazioni | 5 Bargo• 6 Foffano• 11 Raourahi• 13 Scandolaro• 15 Boughania 7 Rado• 8 Faccioli• 9 Casagrande• 10 Scantamburlo• 16 Gamri• 33 Moukhariq• 91 Garavello |
| Daniele Riva | Allenatori | Fabio Castellucci |

| Grottaglie 5 novembre 2021, ore 18:30 Semifinali | Santo Stefano | 55 – 49 (18-14, 31-22, 46-36) | Amicacci Giulianova | Palasport Campitelli |
| \| \| \| \| \| Giaretti 36 \| Punti \| 16 Berdun \| \| 7 Ghione• 13 Ramos• 14 Miceli• 16 Giaretti• 29 Bedzeti 1 Chatzidakīs• 6 Schiera• 8 Tanghe• 9 Griffith-Salter• 12 Veloce• 30 Cini \| Formazioni \| 8 Marchionni• 12 Cavagnini• 14 Berdun• 20 Feltrin• 21 Stupenengo 5 Benvenuto• 6 Beginskis• 9 Blasiotti• 16 Bundžiņš• 22 Ion• 23 Fares \| \| Roberto Ceriscioli \| Allenatori \| Carlo Di Giusto \| |               | |                     |                      |
| |               | |                     |                      |
| Giaretti 36 | Punti         | 16 Berdun |                     |                      |
| 7 Ghione• 13 Ramos• 14 Miceli• 16 Giaretti• 29 Bedzeti 1 Chatzidakīs• 6 Schiera• 8 Tanghe• 9 Griffith-Salter• 12 Veloce• 30 Cini | Formazioni    | 8 Marchionni• 12 Cavagnini• 14 Berdun• 20 Feltrin• 21 Stupenengo 5 Benvenuto• 6 Beginskis• 9 Blasiotti• 16 Bundžiņš• 22 Ion• 23 Fares |                     |                      |
| Roberto Ceriscioli | Allenatori    | Carlo Di Giusto |                     |                      |

#### Finale
| Arbitri: | Penzo Graziani Ermini |

| |            | |
| Papi 18 | Punti      | 13 Bedzeti, Giaretti |
| 4 Papi• 5 Geninazzi• 10 Santorelli• 13 Saaid• 22 Carossino 1 Sagar• 15 Bassoli• 26 De Maggi• 33 De Prisco• 55 Carrigill• 77 Buksa | Formazioni | 7 Ghione• 13 Ramos• 14 Miceli• 16 Giaretti• 29 Bedzeti 1 Chatzidakīs• 6 Schiera• 8 Tanghe• 9 Griffith-Salter• 12 Veloce• 30 Cini |
| Daniele Riva | Allenatori | Roberto Ceriscioli |

#### Finale 3º posto
| Arbitri: | Rambelli Barbagallo Baccillieri |

| |            | |
| Berdun 21 | Punti      | 17 Casagrande |
| 6 Beginskis• 8 Marchionni• 12 Cavagnini• 14 Berdun• 20 Feltrin 5 Benvenuto• 9 Blasiotti• 16 Bundžiņš• 21 Stupenengo• 22 Ion• 23 Fares | Formazioni | 6 Foffano• 9 Casagrande• 11 Raourahi• 13 Scandolaro• 15 Boughania 5 Bargo• 7 Rado• 8 Faccioli• 10 Scantamburlo• 16 Gamri• 33 Moukhariq• 91 Garavello |
| Carlo Di Giusto | Allenatori | Fabio Castellucci |